# Ateneo de Madrid

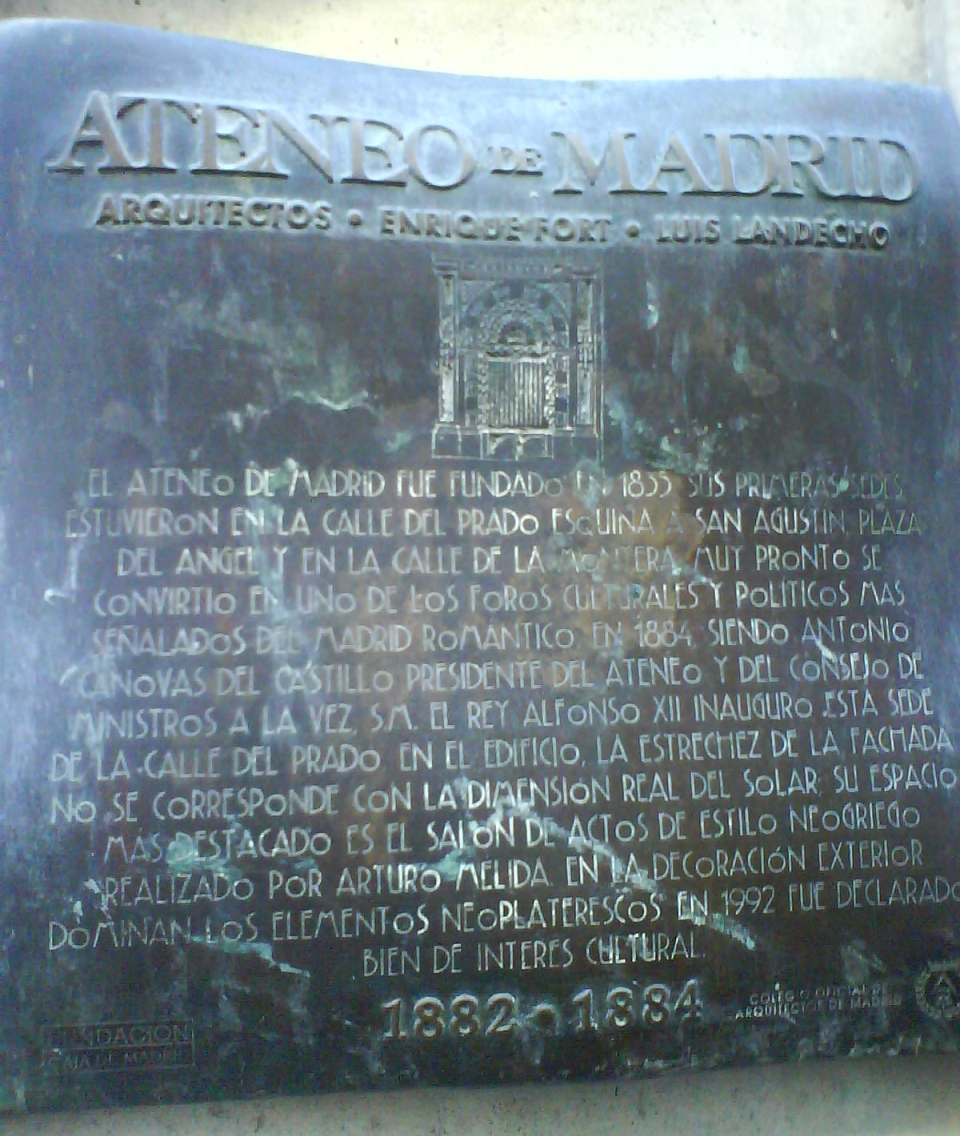
Placa explicativa a l'entrada

L'Ateneo de Madrid és una institució cultural privada situada a Madrid i que va ser creada en 1835 com a Ateneo Científico y Literario. Els antecedents de l'Ateneo es troben entre els afrancesats i els liberals de principis del segle xix. Després de la invasió napoleònica i l'abdicació de Josep Bonaparte com a rei, l'organització del país va quedar en mans de la Junta Suprema Central i de les Corts de Cadis que van promulgar la primera constitució liberal espanyola.
La tornada de Ferran VII va suposar la tornada a l'absolutisme i la sortida d'Espanya dels patriotes gaditans. A França i a Anglaterra es trobava la classe il·lustrada espanyola que, per unes o altres raons, era perseguida a l'interior del país. El retorn dels exiliats el 1820, durant el govern liberal, va permetre la creació de l'Ateneo Español', que va dirigir Juan Manuel de los Ríos; però el 1823, amb la tornada de nou a l'absolutisme del rei Ferran VII, va desaparèixer la institució, que va haver de fixar la seva residència a Londres.
La mort del rei i el suport dels liberals a la causa d'Isabel II davant del pretendent Carles, va crear un cert ambient de tolerància durant la regència de María Cristina. El 1835 l'antic Ateneo Español', promogut per la Societat Econòmica Matritense, va mudar el nom pel de Ateneo Científico y Literario, tenint com a fundadors Salustiano Olózaga, el duc de Rivas, Antonio Alcalá Galiano, Mesonero Romanos, Francisco López Olavarrieta, Francisco Fabra i el mateix Juan Manuel de los Ríos.

## Seus
En la nit de el 6 de desembre de 1835 es va verificar la seva solemne obertura a l'antiga casa d'Abrantes, carrer de El Prado, 28, cantonada al de Sant Agustí, i casa que llavors ocupava la coneguda impremta de Tomás Jordán, el qual, atenent a una sol·licitud de Mesonero Romanos, membre de la comissió gestora, va cedir «el magnífic saló oblong d'aquesta casa per a la inauguració de l'Ateneo». D'allí es va traslladar al número 27 del mateix carrer; posteriorment es va mudar al 33 del carrer de Carretas, després a la placeta de El Ángel, número 1, i al carrer de La Montera, número 32. Després ocupà el número 21 del carrer de El Prado, en un edifici modernista inaugurat per Cánovas del Castillo el 1884. L'edifici és obra dels arquitectes Enrique Fort i Luis de Landecho.

## Seccions, instal·lacions, socis
L'Ateneo de Madrid es compon de dinou seccions que desenvolupen activitats en tots els ordres culturals i científics. Consta d'un saló d'actes, sala de treballs, aules, sala d'exposicions, biblioteca i hemeroteca. Entre els seus socis s'han trobat presidents del Govern o del Consell de Ministres, ministres i premis nobel.